# Tevita Koroi
Tevita Koroi (* 12. April 1994) ist ein fidschianischer Fußballtorhüter. Er steht seit 2015 in der Heimat bei Suva FC unter Vertrag und gehört regelmäßig zum Kader der fidschianischen Nationalmannschaft.

## Karriere
Von Juan Carlos Buzzetti wurde er am 27. August 2015 zum ersten Mal in der fidschianischen Nationalmannschaft. Beim Freundschaftsspiel gegen Amerikanisch-Samoa wurde er in der 81. Minute für Vereti Dickson eingewechselt. Am 7. Juni 2017 gab er sein Pflichtspieldebüt für die Fidschi-Inseln. Beim 2:2-Unentschieden gegen Neukaledonien wurde er von Trainer Christophe Gamel über die gesamte Spielzeit eingesetzt.